# Hercostomus tobiasi
Hercostomus tobiasi är en tvåvingeart som beskrevs av Grichanov 1999. Hercostomus tobiasi ingår i släktet Hercostomus och familjen styltflugor.
Artens utbredningsområde är Kamerun. Inga underarter finns listade i Catalogue of Life.